# Viktoria Rebensburg
Viktoria Rebensburg (Kreuth, 4 ottobre 1989) è un'ex sciatrice alpina tedesca.
Atleta di punta della nazionale tedesca negli anni 2010, nel suo palmarès vanta, tra l'altro, la medaglia d'oro olimpica nello slalom gigante vinta a Vancouver 2010 e tre Coppe del Mondo nella medesima specialità.

## Biografia

### Carriera sciistica

#### Stagioni 2005-2008
Originaria di Kreuth e attiva in gare FIS dal novembre del 2004, la Rebensburg ha esordito in Coppa Europa il 3 febbraio 2006 a Caspoggio, classificandosi 32ª in supergigante, e - diciassettenne - in Coppa del Mondo il 15 dicembre dello stesso anno nella supercombinata di Reiteralm, che non ha completato.
Il 29 gennaio 2007 ha ottenuto il primo podio in Coppa Europa vincendo lo slalom gigante disputato a Bansko; in seguito ha esordito ai Campionati mondiali in occasione della rassegna iridata di Åre, dove ha ottenuto l'8º posto nello slalom gigante. L'anno dopo è salita per l'ultima volta sul podio in Coppa Europa, il 21 febbraio a Candanchú in slalom gigante (2ª), e ai Mondiali juniores di Formigal ha conquistato tre medaglie di tre metalli diversi: oro nel supergigante, argento nello slalom gigante e bronzo nella discesa libera.

#### Stagioni 2009-2011
Nel 2009 ai Mondiali di Val-d'Isère ha ottenuto il 10º posto nel supergigante e il 9º nello slalom gigante, mentre ai Mondiali juniores di Garmisch-Partenkirchen dello stesso anno nelle medesime specialità si è aggiudicata due medaglie d'oro. Il 24 gennaio 2010, nello slalom gigante di Cortina d'Ampezzo, è arrivata per la prima volta a podio in Coppa del Mondo piazzandosi 2ª dietro alla finlandese Tanja Poutiainen. Un mese dopo, convocata per i XXI Giochi olimpici invernali di Vancouver 2010, si è laureata campionessa olimpica nello slalom gigante battendo la slovena Tina Maze e l'austriaca Elisabeth Görgl in una gara disputata su due giorni per le difficili condizioni meteorologiche; è stata inoltre 28ª nel supergigante.
Il 23 ottobre 2010, nella gara di apertura della stagione 2010-2011, ha ottenuto la prima vittoria in Coppa del Mondo nello slalom gigante disputato sul ghiacciaio Rettenbach di Sölden. Ai Mondiali di Garmisch-Partenikirchen di quell'anno è stata 5ª nello slalom gigante e al termine della stagione, con tre vittorie e quattro podi complessivi, ha conquistato la sua prima Coppa del Mondo di slalom gigante con 77 punti di vantaggio sulla seconda classificata, la francese Tessa Worley.

#### Stagioni 2012-2015
Il 15 marzo 2012 a Schladming si è imposta per la prima volta in una gara di supergigante di Coppa del Mondo. Anche in quella stagione ha vinto la coppa di cristallo di slalom gigante, superando la statunitense Lindsey Vonn di 195 punti; i suoi podi stagionali sono stati otto, con cinque vittorie. L'anno dopo ai Mondiali di Schladming si è classificata 8ª nel supergigante e 11ª nello slalom gigante.
Il 18 febbraio 2014 ha ottenuto la medaglia di bronzo nello slalom gigante ai XXII Giochi olimpici invernali di Soči 2014, nella gara vinta dalla Maze davanti all'austriaca Anna Fenninger; si è inoltre classificata, nella rassegna olimpica russa, 15ª nella discesa libera e 9ª nel supergigante. Nella stagione successiva ha conquistato il suo primo podio di Coppa del Mondo in discesa libera, il 20 dicembre 2014 a Val-d'Isère (2ª), e ai Mondiali di Vail/Beaver Creek si è aggiudicata la medaglia d'argento nello slalom gigante ed è stata 10ª nella discesa libera e 5ª nel supergigante.

#### Stagioni 2016-2020

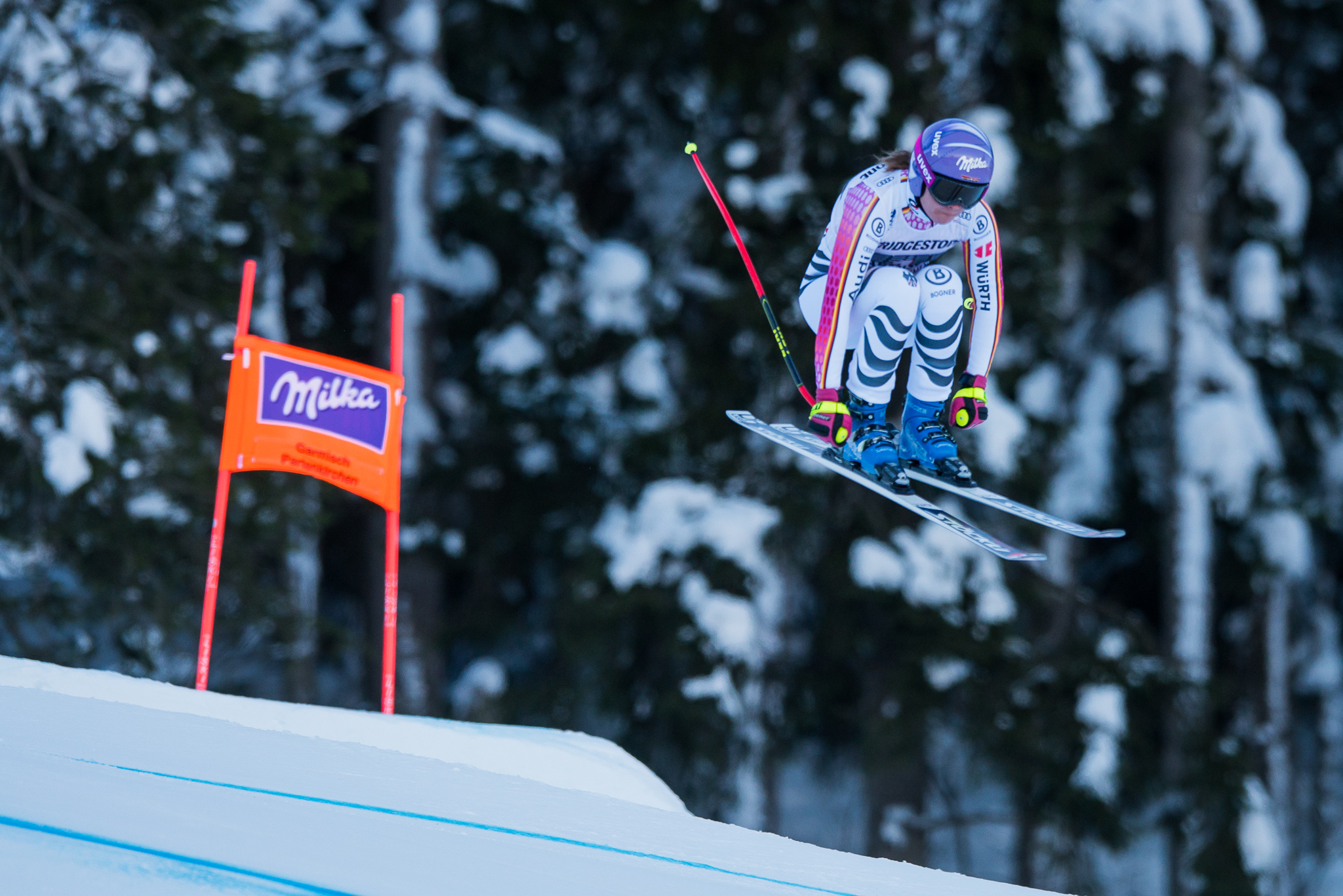
Viktoria Rebensburg in gara a Garmisch-Partenkirchen nel 2017

Nella stagione 2015-2016 in Coppa del Mondo, dopo aver ottenuto otto podi (tre le vittorie), ha chiuso al 3º posto nella classifica generale e al 2º in quella di slalom gigante, superata dalla vincitrice, l'austriaca Eva-Maria Brem, di 2 punti. Ai Campionati mondiali di Sankt Moritz 2017 si è classificata 11ª nella discesa libera, 4ª nel supergigante e non ha completato lo slalom gigante. Ai XXIII Giochi olimpici invernali di Pyeongchang 2018, sua ultima presenza olimpica, si è classificata 9ª nella discesa libera, 10ª nel supergigante e 4ª nello slalom gigante. In quella stessa stagione 2017-2018 in Coppa del Mondo, dopo aver ottenuto otto podi (tre le vittorie), ha chiuso al 3º posto nella classifica generale e ha vinto per la terza volta la Coppa di slalom gigante, precedendo Tessa Worley di 92 punti.
Ai Mondiali di Åre 2019, suo congedo iridato, ha vinto la medaglia d'argento nello slalom gigante, è stata 11ª nella discesa libera e 4ª nel supergigante; nella stagione successiva ha vinto la sua unica discesa libera di Coppa del Mondo, l'8 febbraio 2020 a Garmisch-Partenkirchen: è stato il suo ultimo podio nel circuito e l'ultima gara in carriera, poiché durante il supergigante del giorno successivo ha subito un grave infortunio in seguito al quale la Rebensburg, resasi conto di non poter tornare a competere ai suoi livelli abituali, il 1º settembre dello stesso anno ha annunciato il ritiro.

### Altre attività
Dopo il ritiro è divenuta commentatrice sportiva per la rete televisiva Eurosport.

## Palmarès

### Olimpiadi
- 2 medaglie:
  - 1 oro (slalom gigante a Vancouver 2010)
  - 1 bronzo (slalom gigante a Soči 2014)

### Mondiali
- 2 medaglie:
  - 2 argenti (slalom gigante a Vail/Beaver Creek 2015; slalom gigante Åre 2019)

### Mondiali juniores
- 5 medaglie:
  - 3 ori (supergigante a Formigal 2008; supergigante, slalom gigante a Garmisch-Partenkirchen 2009)
  - 1 argento (slalom gigante a Formigal 2008)
  - 1 bronzo (discesa libera a Formigal 2008)

### Coppa del Mondo
- Miglior piazzamento in classifica generale: 3ª nel 2016 e nel 2018
- Vincitrice della Coppa del Mondo di slalom gigante nel 2011, nel 2012 e nel 2018
- 49 podi:
  - 19 vittorie
  - 18 secondi posti
  - 12 terzi posti

#### Coppa del Mondo - vittorie
| Data             | Località               | Paese       | Specialità |
| ---------------- | ---------------------- | ----------- | ---------- |
| 23 ottobre 2010  | Sölden                 | Austria     | GS         |
| 6 gennaio 2011   | Zwiesel                | Germania    | GS         |
| 11 marzo 2011    | Špindlerův Mlýn        | Rep. Ceca   | GS         |
| 26 novembre 2011 | Aspen                  | Stati Uniti | GS         |
| 2 marzo 2012     | Ofterschwang           | Germania    | GS         |
| 3 marzo 2012     | Ofterschwang           | Germania    | GS         |
| 15 marzo 2012    | Schladming             | Austria     | SG         |
| 17 marzo 2012    | Schladming             | Austria     | GS         |
| 19 dicembre 2012 | Åre                    | Svezia      | GS         |
| 20 gennaio 2013  | Cortina d'Ampezzo      | Italia      | SG         |
| 17 gennaio 2016  | Flachau                | Austria     | GS         |
| 30 gennaio 2016  | Maribor                | Slovenia    | GS         |
| 20 marzo 2016    | Sankt Moritz           | Svizzera    | GS         |
| 28 ottobre 2017  | Sölden                 | Austria     | GS         |
| 25 novembre 2017 | Killington             | Stati Uniti | GS         |
| 23 gennaio 2018  | Plan de Corones        | Italia      | GS         |
| 14 marzo 2019    | Soldeu                 | Andorra     | SG         |
| 8 dicembre 2019  | Lake Louise            | Canada      | SG         |
| 8 febbraio 2020  | Garmisch-Partenkirchen | Germania    | DH         |

Legenda:

DH = discesa libera

SG = supergigante

GS = slalom gigante

#### Coppa del Mondo - gare a squadre
- 1 podio:
  - 1 vittoria

### Coppa Europa
- Miglior piazzamento in classifica generale: 10ª nel 2007
- 4 podi:
  - 2 vittorie
  - 2 secondi posti

#### Coppa Europa - vittorie
| Data             | Località  | Paese    | Specialità |
| ---------------- | --------- | -------- | ---------- |
| 29 gennaio 2007  | Bansko    | Bulgaria | GS         |
| 20 febbraio 2007 | La Molina | Spagna   | GS         |

Legenda:

GS = slalom gigante

### Australia New Zealand Cup
- Miglior piazzamento in classifica generale: 16ª nel 2010
- 2 podi:
  - 1 vittoria
  - 1 secondo posto

#### Australia New Zealand Cup - vittorie
| Data             | Località   | Paese         | Specialità |
| ---------------- | ---------- | ------------- | ---------- |
| 8 settembre 2009 | Mount Hutt | Nuova Zelanda | SC         |

Legenda:

SC = supercombinata

### Campionati tedeschi
- 8 medaglie[6]:
  - 3 ori (supergigante nel 2006; supergigante, slalom gigante nel 2008)
  - 4 argenti (supergigante, supercombinata nel 2007; slalom gigante nel 2013; slalom gigante nel 2018)
  - 1 bronzo (supergigante nel 2011)

## Statistiche

### Podi in Coppa del Mondo
| Stagione/Specialità | Discesa libera | Discesa libera | Discesa libera | Supergigante | Supergigante | Supergigante | Slalom gigante | Slalom gigante | Slalom gigante | Podi totali |
| ------------------- | -------------- | -------------- | -------------- | ------------ | ------------ | ------------ | -------------- | -------------- | -------------- | ----------- |
| Stagione/Specialità | 1º             | 2º             | 3º             | 1º           | 2º           | 3º           | 1º             | 2º             | 3º             | Podi totali |
| 2007                |                |                |                |              |              |              |                |                |                | 0           |
| 2008                |                |                |                |              |              |              |                |                |                | 0           |
| 2009                |                |                |                |              |              |              |                |                |                | 0           |
| 2010                |                |                |                |              |              |              |                | 1              |                | 1           |
| 2011                |                |                |                |              |              |              | 3              | 1              |                | 4           |
| 2012                |                |                |                | 1            |              |              | 4              | 1              | 2              | 8           |
| 2013                |                |                |                | 1            |              |              | 1              | 1              | 2              | 5           |
| 2014                |                |                |                |              |              |              |                | 1              | 1              | 2           |
| 2015                |                | 1              | 1              |              |              |              |                | 1              |                | 3           |
| 2016                |                |                | 1              |              | 1            | 1            | 3              | 1              | 1              | 8           |
| 2017                |                |                | 1              |              |              |              |                |                | 1              | 2           |
| 2018                |                | 1              |                |              | 1            |              | 3              | 3              |                | 8           |
| 2019                |                | 1              |                | 1            |              | 1            |                | 3              |                | 6           |
| 2020                | 1              |                |                | 1            |              |              |                |                |                | 2           |
| Totale              | 1              | 3              | 3              | 4            | 2            | 2            | 14             | 13             | 7              | 49          |
| Totale              | 7              | 7              | 7              | 8            | 8            | 8            | 34             | 34             | 34             | 49          |